# ヴラディミール・ゴダール
ヴラディミール・ゴダール（ヴラド・ゴダール、Vladimír Godár, 1956年3月16日 ブラチスラヴァ - ）は、現代音楽と映画音楽の両分野で活躍するスロバキアの作曲家。また、チェコ人ヴァイオリニスト・歌手・作曲家のイヴァ・ビトヴァとのコラボレーションでも知られる。さらに学者として、歴史的音楽研究の本の執筆・編集・翻訳を行い、19世紀のスロヴァキアの作曲家ヤーン・レヴォスラフ・ベラの音楽と名声の復活に貢献した。
ゴダールの作品のほとんどは、Slovart Records（en:Slovart Records）からリリースされている。

## 代表作
題名はCDタイトルである。
- Concerto Grosso and Partita（コンチェルト・グロッソとパルティータ） - アンドリュー・パロット指揮のCDが発売されている（最初はOPUS 9350 2090だが、Point Classicsで再発）。
- Music for cello（チェロのための音楽） - Slovart Records SR-0027。
- Barcarole（舟歌、ヴァイオリンのための音楽） - Slovart Records SR-0047。
- Chamber Music（室内楽曲） - Slovart Records SR-0018。
- マテル-聖母- （Mater; suite for female voice） - イヴァ・ビトヴァ、他。（ECM New Series 4765689）。
- 歌によるモラヴイア民俗詩（Moravian Folk Poetry in Songs） - レオシュ・ヤナーチェクの曲をトランスクリプション。ビトヴァ、シュカンパ四重奏団（Supraphon SU3794）。
- FRANCK / GRIEG: Violin Sonatas - エドヴァルド・グリーグの『抒情小曲集』5曲（グリーグとセザール・フランクのソナタも含む）。 ゴダール編曲。（ナクソス 8.550417）

### 学術研究の例
- Notes on Georg Muffat  (1653-1704) by Godár for Naxos Records